# Paris Masters 2005
Il Paris Masters 2005 (conosciuto anche come BNP Paribas Masters per motivi di sponsorizzazione) è stato un torneo di tennis che si è giocato sul Sintetico indoor. È stata la 34ª edizione del Paris Masters, che fa parte della categoria ATP Masters Series nell'ambito dell'ATP Tour 2005. Il torneo si è giocato nel Palais omnisports de Paris-Bercy di Parigi in Francia, dal 31 ottobre al 6 novembre 2005.

## Campioni

### Singolare
Tomáš Berdych ha battuto in finale  Ivan Ljubičić con il punteggio di 6–3, 6–4, 3–6, 4–6, 6–4

### Doppio
Bob Bryan /  Mike Bryan hanno battuto in finale  Daniel Nestor /  Mark Knowles con il punteggio di 6–4, 6(3)–7, 6–4